# Sascha Gerstner
Pour les articles homonymes, voir Gerstner.
Sascha Gerstner (né le 2 avril 1977) est un musicien allemand et guitariste du groupe Helloween depuis 2002.

## Biographie

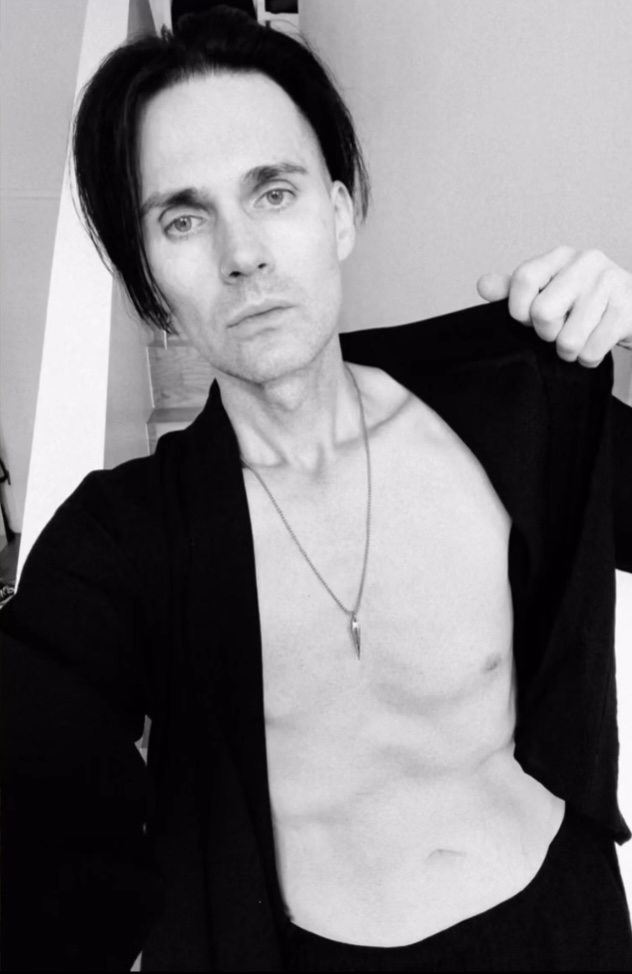
Sascha Gerstner (06.09.23)

Sascha Gerstner débuta dès l'âge de 6 ans dans la musique avec un clavier comme instrument puis se mit à la guitare lorsqu'il avait 13 ans. 
En 2002, le producteur Charlie Bauerfeind introduit Sascha Gerstner à Michael Weikath du groupe Helloween, et il fut engagé peu de temps après en tant que nouveau guitariste, remplaçant ainsi Roland Grapow, viré du groupe par Weikath.

## Discographie

### Avec Freedom Call
- 1999 - Stairway to Fairyland.

- 1999 - Taragon
- 2001 - Crystal Empire

### Avec Helloween
- 2003 - Rabbit Don't Come Easy
- 2005 - Keeper of the Seven Keys: The Legacy
- 2007 - Gambling with the Devil
- 2010 - 7 Sinners
- 2013 - Straight Out of Hell
- 2015 - My God-Given Right
- 2021 - Helloween
- 2025 - Giants & monsters